# Christopher Koskei
Christopher Koskei (Kenia, 14 de agosto de 1974) es un atleta keniano, especializado en la prueba de 3000 m obstáculos, en la que llegó a ser campeón mundial en 1999.

## Carrera deportiva
En el Mundial de Sevilla 1999 ganó la medalla de oro en los 3000 metros obstáculos, con un tiempo de 8:11.76 segundos, llegando a la meta por delante de su compatriota Wilson Kipketer y el marroquí Ali Ezzine.
Cuatro años antes, había ganado la medalla de plata en la misma prueba, en el mundial de Gotemburgo 1995.